# 菅原知弘
菅原 知弘（すがわら ちひろ、1986年5月20日 - ）は、テレビ朝日のアナウンサー。

## 来歴
東京都練馬区出身。
法政一高（現・法政大学高校）、法政大学法学部卒業。大学在学中にテレビ局でアルバイトを始めたことをキッカケにアナウンサーを志望するようになる。
職務経歴
2010年にアナウンサーとしてテレビ朝日に入社。同期入社のアナウンサーは森葉子、寺川俊平。
2010年 第92回全国高等学校野球選手権大会中継を担当。同年10月より『やじうまテレビ!』でさまざまな仕事を担当（ - 2013年9月）。
2012年4月 - 2013年3月27日には『ワイド!スクランブル』内コーナーの「夕刊ブラッシュアップ」（水曜）を担当（→#過去の出演番組）。また、2020年10月からは『大下容子ワイド!スクランブル』の月 - 水曜コーナーや木曜中継などの担当として復帰した。
2015年10月から『スーパーJチャンネル』のフィールドリポーターを担当し、2017年4月からは同番組のサブキャスターをつとめる。
2020年10月からは同番組の日曜版メインキャスター、2021年4月からは土曜版メインキャスターに異動している。

## パーソナルデータ
- 趣味：草野球[1]
- 身長:175cm。

他局アナでは桝太一(日本テレビ)、榎並大二郎(フジテレビ)、森田京之介(元テレビ東京)、熊崎風斗(TBS)と仲が良い。
- 2児の父(2023年7月中旬から1年間育休取得)[3]

## 出演番組
報道・情報番組
| 期間       | 期間         | 番組名                       | 役職                               | 備考 |
| ---------- | ------------ | ---------------------------- | ---------------------------------- | --- |
| 2010年10月 | 2012年3月    | やじうまテレビ!              | 平日エンタメ担当                   | |
| 2012年4月  | 2013年9月    | やじうまテレビ!              | ニュースレポート担当               | 途中5ヵ月は、ニュースホットアングルも兼ねて担当                                                                                              |
| 2012年4月  | 2013年3月    | ワイド!スクランブル          | 『夕刊ブラッシュアップ』水曜日担当 | |
| 2013年10月 | 2015年9月    | グッド!モーニング            | ニューススタジオ担当               | 2014年および2015年のいずれも4月から9月までは、内包番組『ANNニュース』担当キャスターを兼務                                                    |
| 2015年10月 | 2018年9月    | スーパーJチャンネル          | 平日フィールドキャスター           | 2016年4月からは土曜日も兼ねて担当、2017年4月からは担当曜日を水・木曜日に縮小                                                                 |
| 2017年4月  | 2018年9月    | スーパーJチャンネル          | 火曜日サブキャスター               | |
| 2017年4月  | 2020年3月    | サタデーステーション         | フィールドリポーター               | |
| 2018年10月 | 2020年3月    | スーパーJチャンネル          | 火～木曜日サブキャスター           | |
| 2020年4月  | 2020年9月    | スーパーJチャンネル          | 平日サブキャスター                 | 2020年4月16日から同年9月25日までの間は、新型コロナウイルス感染症対策を考慮しサブキャスターを一旦離れ、木・金曜日の臨時メインキャスターを担当 |
| 2020年10月 | 2023年6月    | 大下容子ワイド!スクランブル  | 月～水曜日第1部でのコーナー担当    | 番組復帰してから半年は木曜日の中継リポーターも兼ねて担当、育児休暇に伴い降板                                                                 |
| 2020年10月 | 2021年3月    | スーパーJチャンネル          | 日曜日メインキャスター             | |
| 2021年4月  | 2023年6月    | スーパーJチャンネル          | 土曜日メインキャスター             | いずれも上記の『大下容子ワイド!スクランブル』と同様、育児休暇に伴い降板                                                                      |
| 2021年4月  | 2023年7月9日 | 日曜スクープ（BS朝日）       | 司会                               | いずれも上記の『大下容子ワイド!スクランブル』と同様、育児休暇に伴い降板                                                                      |
| 2025年4月  | 現在         | ワイド!スクランブル サタデー | MC                                 | |

バラエティ番組・スポーツ中継・アニメ・特別編成など
- 第92回全国高等学校野球選手権大会中継（朝日放送、2010年） - 「燃えろ!ねったまアルプス」リポーター
- ドラえもん（2010年12月17日、テレビ朝日版第2期） - ケーキ屋さん役（声の出演）
- Qさま!!（プレッシャースタディー・解答者） - 不定期出演
- ANNスーパーJチャンネル（年末年始）
  - 2015年12月29日、2017年1月3日、2018年1月3日、12月31日、2019年1月1日

## 映画
- 映画ドラえもん 新・のび太と鉄人兵団 〜はばたけ 天使たち〜 - マンティス 役（声の出演）